# Pszczelnik mołdawski
Pszczelnik mołdawski (Dracocephalum moldavica L.) – gatunek rośliny rocznej należący do rodziny jasnotowatych. Pochodzi z Azji (Syberia, Chiny, Azja Zachodnia, Kaukaz), ale rozprzestrzenił się również w wielu regionach Europy. Zdziczały występuje również w Ameryce Północnej. W Polsce uprawiany i przejściowo dziczejący (efemerofit).

## Morfologia
PokrójDorasta do 30–50 cm wysokości. Ma aromatyczny zapach.
ŁodygaGałęzista, krótko owłosiona.
LiścieLancetowate, górne o ząbkach zakończonych szczecinkami.
KwiatyW wydłużonych nibyokółkach. Kielich dwuwargowy, 15-nerwowy, ząbki górnej wargi są prawie równe. Korona długości 25 mm, jest dwa razy dłuższa niż kielich. Ma kolor fioletowy lub biały i długość do 25 mm. Pręciki środkowe, czyli bliższe górnej wargi są dłuższe od dolnych, pylniki nagie. Kwitnie 4–5 tygodni, w drugiej połowie lipca i w sierpniu.
OwoceRozłupnia rozpadająca się po dojrzeniu na cztery podługowate, czarne rozłupki.

## Zastosowanie
- Bywa uprawiany jako roślina dostarczająca surowca do pozyskiwania cytranu (olejku eterycznego).
- Czasem jest uprawiany w ogrodach jako roślina ozdobna.
- Roślina miododajna.

## Uprawa
Łatwy w uprawie i całkowicie mrozoodporny (strefy mrozoodporności 3-9). Nadaje się na rabaty. Nie ma specjalnych wymagań co do gleby, wymaga natomiast, by wiosną i latem była stale wilgotna.